# Onthophagus promontorii
Onthophagus promontorii là một loài bọ cánh cứng trong họ Bọ hung (Scarabaeidae).